# Teapop
teapop(ティーポップ)はPOP3によるアクセスをサポートする、フリーソフトウエアのメール配送エージェントである。

## 概要
teapopはメールボックスにアクセスするユーザを“sir”(旦那様、主人)と見立て、サービスを“tea”に見立てて、ユーザにPOP3サービスを給仕することを模倣したユニークなプログラムである。

Qpopperに比べるとややマイナーな存在である。しかしMTAの付属でない、単体のPOP3サーバとしてはQpopperと並ぶ有力なソフトウエアである。

## 機能
- ほとんどのUNIXライクなOSで動作する。
- POP3とAPOPによるアクセスをサポートする。
- RFC1939とRFC2449に完全に対応する。
- Mailbox形式とMaildir形式の両方に対応する。（動作は一形式のみ）
- バーチャルドメインをサポートする。
- PostgreSQL及びMySQLによる認証をサポートする。
- IPv6に対応する。
- dracに対応する。

## 関連情報
- qpopper